# Wallace W. Whaley

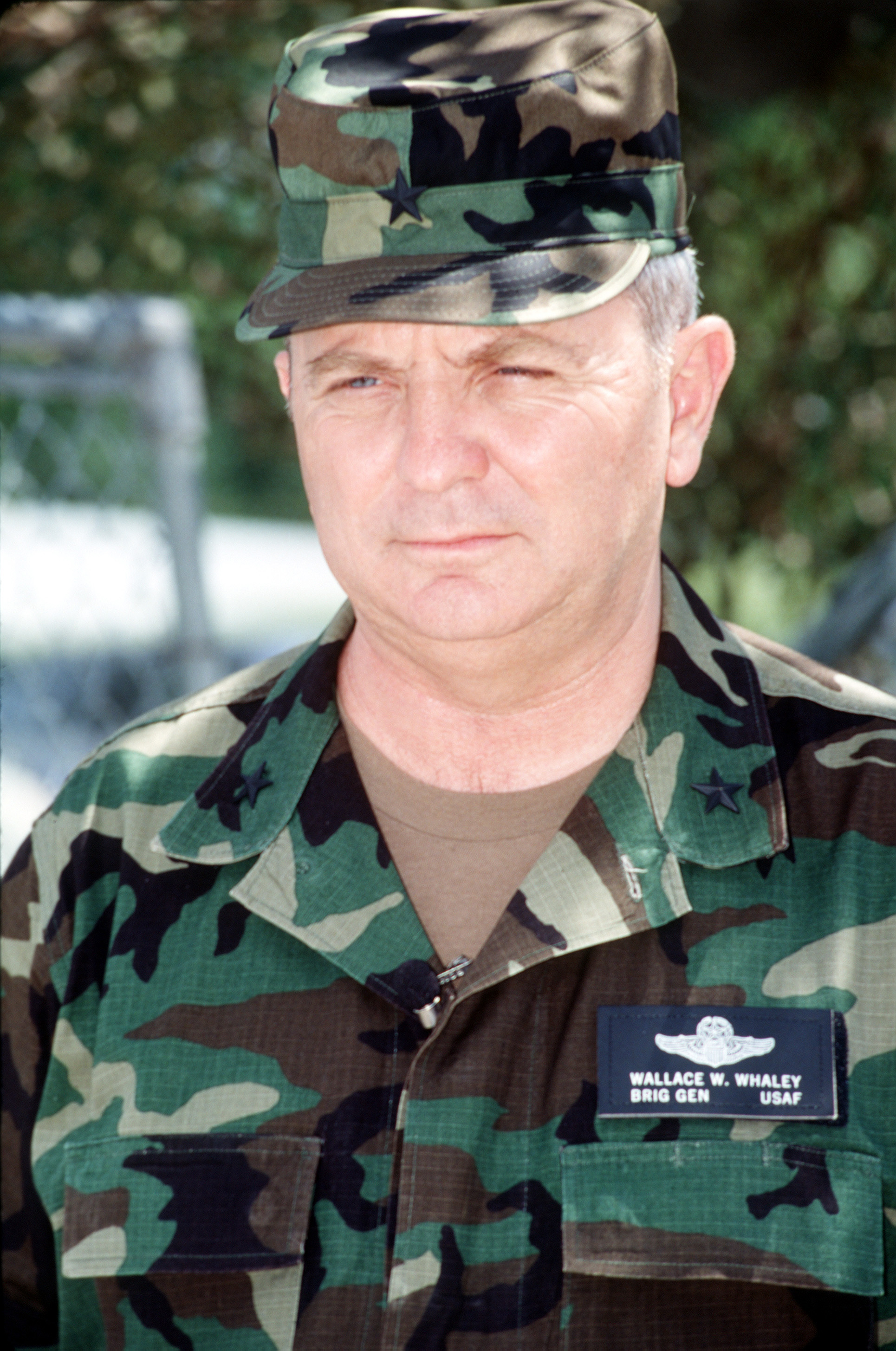
Wallace W. Whaley (1995)

Wallace William Whaley (* um 1946 in North Carolina) ist ein pensionierter Generalmajor der United States Air Force. Er war unter anderem Kommandeur der 4. Luftflotte.
Über das ROTC-Programm des Militärcolleges The Citadel in Charleston in South Carolina gelangte er im Jahr 1968 in das Offizierskorps der United States Air Force. Dort durchlief er anschließend alle Offiziersränge vom Leutnant bis zum Zwei-Sterne-General.
Im Lauf seiner militärischen Karriere absolvierte er verschiedene Kurse und Schulungen. Dazu gehörten unter anderem eine Ausbildung zum Kampfpiloten und weitere Fortbildungskurse als Pilot neuer Flugzeugtypen sowie das Air Command and Staff College auf der Maxwell Air Force Base in Alabama.
In seinen frühen Jahren als Offizier der Luftwaffe war er an verschiedenen Stützpunkten in den Vereinigten Staaten stationiert. Dabei war er als Pilot, Flugausbilder oder Stabsoffizier vor allem bei Reserveeinheiten tätig. In den Jahren 1969 und 1970 war er auf der Da Nang Air Base in Südvietnam stationiert, von wo aus er im Vietnamkrieg eingesetzt war.
Nach seiner Rückkehr in die Vereinigten Staaten gehörte er in unterschiedlichen Funktionen verschiedenen Einheiten der Reserve der Luftwaffe an. Zwischen 1984 und 1986 kommandierte er die in Chicago ansässige 928th Tactical Airlift Group. Dabei handelte es sich ebenfalls um eine Reserveeinheit, die der 22. Luftflotte (Twenty Second Air Force) unterstand. Danach war er bis zum Jahr 1988 stellvertretender Kommandeur des 446. Transportgeschwaders (446th Military Airlift Wing). Diese unterstand der 4. Luftflotte und war auf der McChord Air Force Base im Bundesstaat Washington stationiert.
Daran schloss sich eine Versetzung zur Travis Air Force Base in Kalifornien an. Dort kommandierte Wallace Whaley zwischen 1988 und 1990 das 349. Transportgeschwader (349th Military Airlift Wing). Auch dieses Geschwader unterstand der 4. Luftflotte. Nach dem Ende dieser Mission wurde er zum Stab im Hauptquartier der Air Force versetzt. Dort war er zwischen 1990 und 1993 in der Abteilung für Reserveangelegenheiten tätig.
Am 1. Juli 1993 übernahm Wallace Whaley als Nachfolger von James E. Sherrard III das Kommando über die 4. Luftflotte (Fourth Air Force). Dieses Amt bekleidete er bis zum 7. August 2000, als James P. Czekanski seine Nachfolge antrat. Im Jahr 1998 wurde die 4. Luftflotte von der McClellan Air Force Base in Kalifornien auf die March Air Reserve Base, ebenfalls in Kalifornien, verlegt. Nach dem Ende dieses Kommandos wurde Whaley zum Air Force Reserve Command versetzt, wo er dessen Stabsabteilung für Operationen leitete. Dieses Amt hatte er bis zu seiner Pensionierung inne.
Nach seiner Pensionierung wurde er unter anderem Mitglied in einigen Reservistenvereinigungen und in der Association of The Citadel.

## Orden und Auszeichnungen
Wallace Whaley erhielt im Lauf seiner militärischen Laufbahn unter anderem folgende Auszeichnungen:
- Legion of Merit
- Distinguished Flying Cross
- Air Medal